# 독일의 국가

독일의 노래에서 국가로 채택된 3절. 가사의 시작 부분인 '단결, 정의, 자유'는 독일의 표어로 여겨진다.

〈독일의 노래〉(독일어: Deutschlandlied)는 독일의 국가(國歌)이다. 이 노래는 1841년 8월 26일 독일의 시인 아우구스트 하인리히 호프만 폰 팔러슬레벤이 요제프 하이든의 〈황제 찬가〉멜로디에 독일 민족주의를 고취하는 가사를 붙여 만든 〈독일인의 노래〉(독일어: Das Lied der Deutschen)에서 시작되었다.
1922년 8월 11일 바이마르 공화국의 초대 대통령 프리드리히 에베르트에 의해 독일의 국가로 공식 채택되었으며, 나치 독일 시기를 포함해 1945년 5월 8일 제2차 세계 대전에서 독일이 연합국에 항복할 때까지 〈독일, 모든 것 위에 있는 독일〉라는 제목으로 불렸다. 2차대전 패전 뒤 잠깐 폐지되었다가 3절만이 다시 서독에서의 국가로 채택되었고, 1990년 10월 3일 독일의 통일 이후에도 국가로 쓰이고 있다.
보통 독일의 팽창주의를 상징하는 1절과 국가로서 부적절한 2절은 빼고 부른다.

## 역사

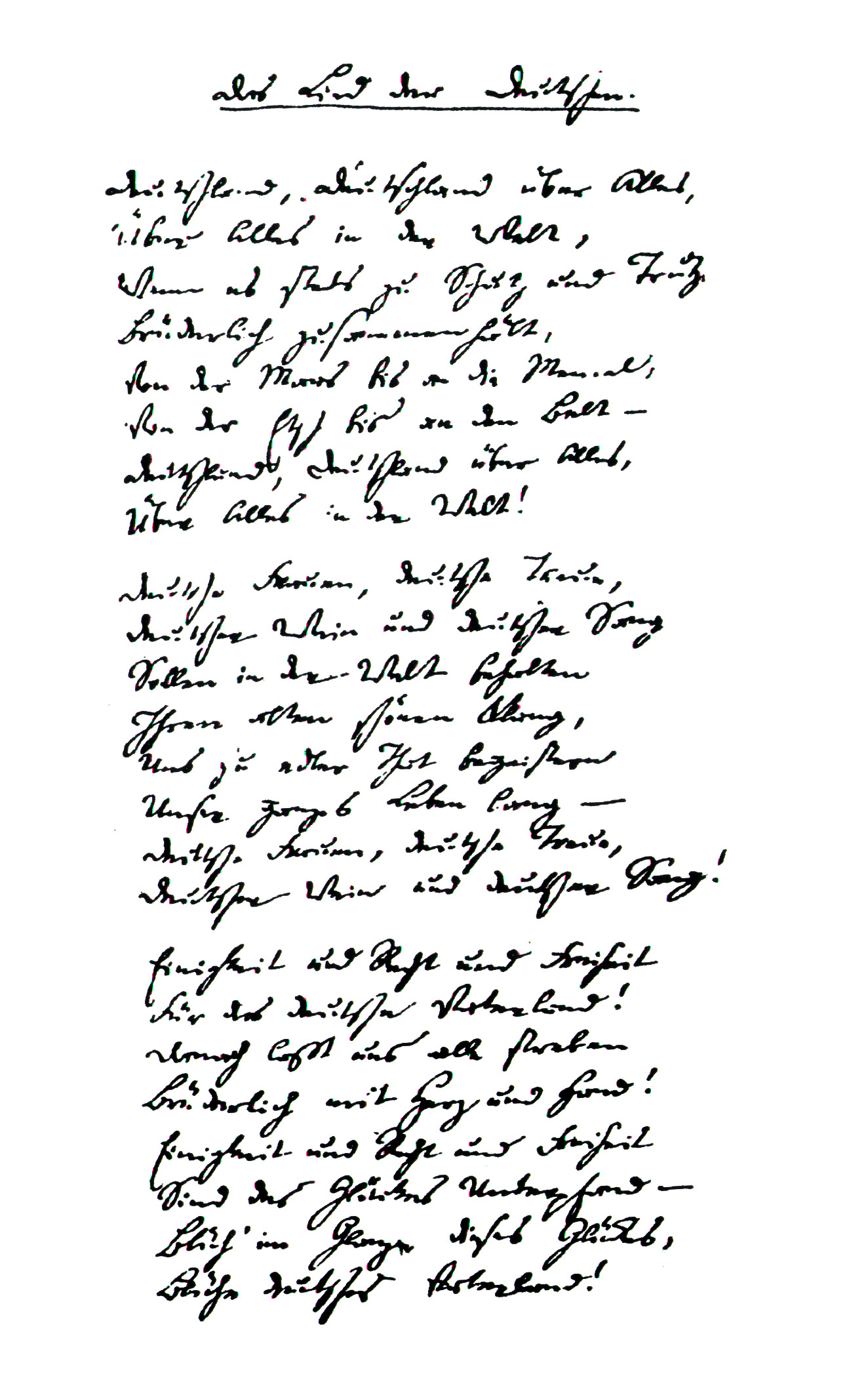
독일의 시인 호프만 폰 팔러슬레벤이 쓴 가사 '독일인의 노래'

오스트리아의 작곡가인 요제프 하이든은 이 곡을 프란츠 황제(신성 로마 제국의 프란츠 2세, 1804년 오스트리아 제국 창설 이후로 프란츠 1세)의 생일인 1797년 2월 12일에 헌상했는데, 이때부터 로렌츠 레오폴트 하슈카(독일어: Lorenz Leopold Haschka, 1749-1827)의 가사 〈하느님, 프란츠 황제를 지켜 주시옵소서(Gott erhalte Franz, den Kaiser)〉를 붙여 1918년까지 공식행사에서 자주 사용되었다. 이 노래의 선율은 하이든이 1796~1797년에 작곡한 〈황제 사중주〉(Op. 76의 3)의 제2악장이기도 하다.
이 노래는 황제가 바뀔 때마다 '프란츠'를 '페르디난트' 등으로 바꿔 불렸다. 1918년 11월 11일에 오스트리아-헝가리 제국이 해체되면서 오스트리아는 1929년에 이 곡에 가사만 바꾼 것을 국가로 정했다. 오스트리아는 1946년에 이 노래 대신 모차르트 작곡의 선율을 다듬은 〈산의 나라, 강의 나라〉를 새로운 국가로 채택하였다.
한편, 1848년 독일 혁명의 태동기인 1841년에 민족주의 시인이자 대학교수였던 아우구스트 하인리히 호프만 폰 팔러슬레벤(독일어: August Heinrich Hoffmann von Fallersleben)는 이 곡에 독일 민족주의를 찬양하는 가사를 붙였다.
독일의 국가(독일어: Nationalhymne)는 〈오이겐 왕자, 고귀한 기사(Prinz Eugen, der edle Ritter)〉로 거슬러 올라가는데, 이 노래는 1683년에 선율이 생기고 작사자가 미상인 채로 오스만 제국과의 베오그라드 공방전(1717년~1739년) 때에 불렸다. 그 이후 하이든 작곡, 팔러슬레벤 작사의 〈독일인의 노래〉를 포함해 3~4개의 각각 다른 노래들이 국가로 불리다가, 1922년 8월 11일에 바이마르 공화국의 초대 대통령 프리드리히 에베르트가 〈독일인의 노래〉를 국가로 공식 선포했다. 이 노래는 1945년 5월 7일 나치 독일이 연합국에 항복할 때까지는 〈독일, 가장 뛰어난 독일이여(독일어: Deutschland, Deutschland über alles 도이칠란트, 도이칠란트 위버 알레스[*])〉라는 이름으로 불렸다. 한편, 아돌프 히틀러 치하에서는 1절만 국가로 쓰였으며, 국가 사회주의 독일 노동자당(나치당)의 당가(黨歌)가 호르스트 베셀의 노래(Horst-Wessel-Lied, <깃발을 높이 올려라>)라는 이름으로 등장하여 국가에 준하는 대우를 받기도 했다.
독일은 1945년 제2차 세계대전에서의 패전 후 나치 독일의 국가였던 독일인의 노래가 금지되면서 독일에는 한동안 국가가 없었으나 1952년에 1절과 2절을 제외하는 조건으로 〈독일인의 노래〉가 국가로 부활했다. 1절 가사는 1841년 작사 당시에 게르만 문화가 퍼져 있는 범위를 경계선으로 하는 통일 국가 개념을 우위에 놓자는 호소였지만, 나치는 이를 독일 팽창주의를 정당화하는 근거로 해석했고 일부 사람들은 독일의 유럽 지배를 당연시할 근거로 오독(誤讀)하기도 하였다. 이런 이유 때문에 1절은 제외되었으며, 2절 또한 여자와 술을 강조하는 권주가적 요소가 있어 공식 국가에서 제외되었다.
1990년 서독과 동독이 통일한 뒤 새로운 국가(國歌) 지정에 관한 논란이 있었으나, 결국 동독을 흡수 통일한 서독의 국가가 독일 국가로 현재까지 쓰이고 있다.

## 가사 및 독음
상술했듯 현대에는 3절만이 공식적인 국가로 불리는 것이 일반적이다. 가사 중 후렴구는 반복하여 총 2번 부른다.

## 기타
하이든이 작곡한 선율은 본래 오스트리아 제국을 위해 작곡한 〈황제 찬가〉였기에 오스트리아에서도 국가(國歌)로 쓰인 바 있다. 과거 오스트리아-헝가리 제국의 국가로도 쓰였으며, 그 뒤 제2차 세계대전 직후인 1946년에 이 곡 대신 모차르트 작곡의 선율을 채용해 다듬은 〈산의 나라, 강의 나라(Land der Berge, Land am Strome)〉를 새 국가로 채택해 사용하고 있다. 대한민국에서는 이 멜로디가 개신교의 찬송가 중 통일찬송가 127장 《예수님의 귀한 사랑》과 21세기 찬송가 210장(통일찬송가 245장) 《시온성과 같은 교회》의 곡으로도 쓰여 잘 알려져 있다.

## 같이 보기
- 폐허에서 부활하여
- 서독의 국가
- 황제 찬가

## 참고서적
- 베로니카 베치 저/노승림 역 (2009년 8월 10일). 《음악과 권력》. 컬처북스(Culture Books). ISBN 978-89-92074-33-9.